# Oliver Ottosson

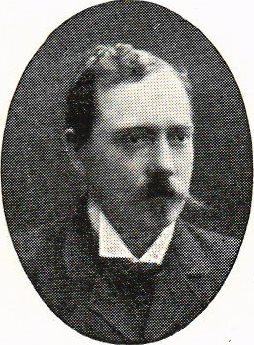
Oliver Ottosson

Otto Oliver Ottosson, född 7 september 1871 i Askers församling, Örebro län, död 27 maj 1947 i Vänersborg, var en svensk psykiater.
Ottosson blev student vid Uppsala universitet 1891, medicine kandidat 1899 och medicine licentiat 1904. Han innehade en lång rad förordnanden på olika orter i Sverige innan han blev överläkare vid Nyköpings hospital och vid Restads sjukhus i Vänersborg från 1919. Han författade ett antal texter av psykiatriskt innehåll. Han utgav även Johannis Wieri De scorbuto: tractatus, av Johann Weyer, med latinsk och svensk text med inledning av Ottosson (Vänersborg 1939). Ottosson blev kommendör av Vasaorden 1937 och riddare av Nordstjärneorden 1929.
Ottossons dotter, filosofie magister Ellen Ottosson, född 1899, ingick 1929 äktenskap med John Anders Nordström.